# Pedro José de Zulueta
Pedro José de Zulueta (≈ 18. Oktober 1809 in Cádiz; † 1882) war ein britischer Bankdirektor.

## Leben
Seine Eltern waren Josefa de Madariaga und Pedro Juan de Zulueta, der 1823 in London das Handelshaus Zulueta & Company gegründet hatte. Pedro José de Zulueta heiratete 1836 Sofía Ana Wilcox (* Schottland). Ihre vier Kinder waren Brodie Manuel, Pedro Juan Jose, Francisco ein Jesuit und Sofia Josefa de Zulueta († 1925), die Mutter von Rafael Merry del Val, Domingo Merry del Val y Zulueta und Alfonso Merry del Val y Zulueta. Er trug den eigens für seinen Vater geschaffenen Titel  Conde de Torre Diaz .

### Affäre Augusta
Nachdem sich in der Folge der französischen Revolution die Sklaven in Haiti befreit hatten, wurden die Sklavenhalter in Kuba angesiedelt und die Sklaverei erlebte dort zu Beginn des 19. Jahrhunderts einen Boom. Ein Aufschwung, an dem auch das Handelshaus Zulueta & Company mit Julián de Zulueta y Amondo in Havanna beteiligt war. Im Vereinigten Königreich war 1825, im fünften Regierungsjahr von Georg IV. (Vereinigtes Königreich) der Sklavenhandel abgeschafft worden und es gab humanitäre Militärinterventionen, die mit dem Argument „Gegen den Sklavenhandel“ operierten. Im Kampf gegen den Sklavenhandel wurde 1839 die für den Sklavenhandel ausgerüstete Golupchick unter der Fahne von Zar Nikolaus I. (Russland) und dem Kommando von Kapitän Thomas Bernardos, von HM Fregatte Saracen unter Captain Henry Worsley Hill bei der Blockade der slave-factory Gallinas aufgebracht und nach England gesandt. Dort verlangte am 10. Juni 1839 der russische Konsul in Portsmouth, Louis Vandenberg, jun. die Herausgabe und verkaufte sie über Thomas Bernardos für 600 Pfund Sterling an Emanuel Emanuels, der sie für 650 Pfund an den als Strohmann fungierenden Thomas Jennings als angeblichen Schiffseigner weiterverkaufte.
Für den Kauf von Thomas Bernardos zahlte Pedro de Zulueta mit einem Cheque über 650 Pfund. Thomas Jennings wurde seit 1831 bei Pedro Martinez & Co, einem notorischen Sklavenhändler aus Cadiz, beschäftigt. Pedro Martinez & Co gehörte zu den umsatzstärksten Sklavenhändlern seiner Zeit. In Einzelteile zerlegt und zum Zusammensetzen markiert transportierte die Augusta eine große Anzahl großer Tanks genannt Leagores. Eine Anzahl von Deckschrauben, um montierbare Sklavendecks zu fixieren, wurden zufällig in Portsmouth von einem   Navigationslehrer gesehen. In Liverpool taufte Thomas Jennings die Golupchick in Augusta um und ließ sie ausrüsten. Die Augusta segelte nach Cadiz, wo sie am 6. Dezember 1841 ankam und Tabak für das Warenhaus de Zuleta y Co. löschte. Im Januar stach die Augusta in Cadiz in See und wurde am 7. Februar 1841 erneut durch die Seeblockade vor Gallinas aufgebracht.